# Дюрр, Альфред
Альфред Дюрр (англ. Alfred Duerr; род. 29 января 1951, Гумбольдт, Саскачеван) — канадский государственный и политический деятель. Работал мэром Калгари, Альберта, с 1989 по 2001 год и городским олдерменом с 1983 по 1989 год.

## Биография
Обучался в Университете Саскачевана, получил степень в области городской географии и регионального городского развития, а также получил степень магистра делового администрирования в Школе бизнеса Хаскейна Университета Калгари.
Впервые избран олдерменом округа 9 городского совета Калгари в 1983 году и был переизбран в 1986 году. Мэр Ральф Клейн ушёл в отставку за несколько месяцев до муниципальных выборов 1989 года, чтобы получить другую должность, а Альфред Дюрр участвовал в выборах и одержал победу. Был переизбран мэром ещё три раза в 1992, 1995 и 1998 годах, прежде чем решил не участвовать в выборах 2001 года, на которых победил бывший олдермен Дейв Бронконнье.
Во время пребывания его на должности мэра произошло значительное сокращение расходов со стороны федерального правительства и началась политика жесткой экономии со стороны правительства Ральфа Клейна. Жесткая экономия средств в провинции привела к значительному сокращению грантового финансирования муниципалитетов, что, в свою очередь, привело к снижению капитальных расходов и проектов общественного строительства в Калгари.
В 1991 году провозгласил неделю гей-парада в Калгари, однако отказался от будущих подобных мероприятий из-за общественного давления.
В течение четырех сроков правления считался одним из самых популярных мэров в истории города. Его спокойный управленческий стиль снискали ему большое уважение. Обозреватели местных СМИ дали ему прозвище «Мистер Бежевый», а на выборах 1998 года ему бросил вызов местный политический обозреватель Рик Белл, хотя его кандидатура не представляла серьезной угрозы для действующего мэра.
В 1997 году, будучи мэром, сыграл мэра Уилкинса в эпизоде телешоу Viper.
Является главным исполнительным директором Emergo Projects International и входит в совет директоров двух других компаний в Калгари. Является членом Консультативного комитета сообщества и партнеров Института сердечно-сосудистых заболеваний им. Либина в Альберте.
В 2014 году был назначен председателем независимой комиссии в городе Калгари к муниципальным выборам 2017 года. Комиссия рекомендовала не увеличивать число советников города и вместо этого рекомендовала создавать вспомогательные офисы для более крупных округов и увеличивать бюджет офиса советника.

## Личная жизнь
Женат на Кит Чан, у пару двое детей.